# Natalie Kriz
Natalie Kriz (Montevideo, 27 dicembre 1980) è una modella e personaggio televisivo uruguaiana.

## Biografia
Nel 1996, all'età di 16 anni, ha lasciato l'Uruguay e ha intrapreso la carriera di modella sfilando per i più importanti stilisti, ma soprattutto per Versace. È apparsa anche in numerosi quotidiani e mensili di moda ed è stata designata come ambasciatrice UNICEF per il suo Paese.
Nel 1999 è diventata popolare in Italia grazie alla sua partecipazione al programma di Fabio Fazio Quelli che il calcio, mentre l'anno successivo ha preso parte a Domenica in condotta da Amadeus su Rai 1. È ritornata in televisione nel 2004, co-conducendo un'edizione de Il gioco dei 9, insieme ad Enrico Papi, e nel 2005 ha recitato una piccola parte nella soap opera Vivere. Nel 2006 ha partecipato al reality show La fattoria, venendo però eliminata dopo una settimana nel corso della seconda puntata con il 51% dei voti, mentre nel 2008 ha condotto la trasmissione calcistica Lunedì gol su Canale Italia.
Ha continuato a lavorare come modella, in vari paesi del mondo.

## Vita privata
Si è sposata a Montevideo nel marzo 2012 con l'imprenditore alberghiero Ori Kafri del gruppo J.K.Place. La coppia, che vive a Firenze,  ha tre figli.

## Televisione
- Quelli che il calcio (Rai 2, 1999-2000)
- Domenica In (Rai 1, 2000-2001)
- Il gioco dei 9 (Italia 1, 2004)
- La fattoria (Canale 5, 2006)